# Onda triangolare

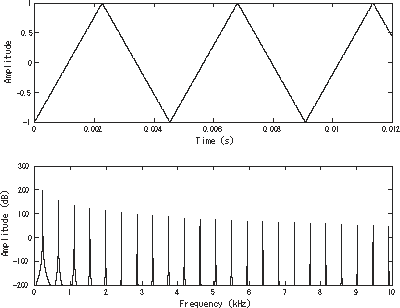
Un'onda triangolare limitata nella banda rappresentata nel dominio temporale (in alto) e nel dominio delle frequenze (in basso). La frequenza fondamentale è 220 Hz (A3).

Un'onda triangolare è una forma d'onda non sinusoidale cosiddetta per l'aspetto dei suoi picchi, a forma di triangolo.

## Analisi armonica
Come le onde quadre, l'onda triangolare contiene solo le armoniche dispari con la differenza che le armoniche più alte decadono molto più velocemente che nelle onde quadre, in modo proporzionale all'inverso del quadrato del numero di armonica mentre nell'onda quadra decadono rispetto all'inverso del numero di armonica.
È possibile approssimare un'onda triangolare con la sintesi additiva aggiungendo le armoniche pari della frequenza fondamentale, moltiplicando le armoniche poste in posizione (4n-1) per -1 (o cambiando la loro fase di π), e poi facendo decadere le armoniche per l'inverso del quadrato della loro frequenza relativa alla frequenza fondamentale.
La seguente serie di Fourier converge verso un'onda triangolare:
{\displaystyle {\begin{aligned}x_{\mathrm {triangolo} }(t)&{}={\frac {8}{\pi ^{2}}}\sum _{k=0}^{\infty }(-1)^{k}\,{\frac {\sin \left((2k+1)\omega t\right)}{(2k+1)^{2}}}\\&{}={\frac {8}{\pi ^{2}}}\left(\sin(\omega t)-{1 \over 9}\sin(3\omega t)+{1 \over 25}\sin(5\omega t)-\cdots \right)\end{aligned}}}
dove {\displaystyle \scriptstyle \omega } è la frequenza angolare.

Animazione della sintesi additiva di un'onda triangolare con un numero crescente di armoniche. Vedi "Trasformata di Fourier" per un'analisi matematica.

Un'altra definizione dell'onda triangolare, con ampiezza da -1 a 1 e periodo 2a è la seguente:
{\displaystyle x(t)={\frac {2}{a}}\left(t-a\left\lfloor {\frac {t}{a}}+{\frac {1}{2}}\right\rfloor \right)(-1)^{\left\lfloor {\frac {t}{a}}+{\frac {1}{2}}\right\rfloor }}
dove {\displaystyle \scriptstyle \lfloor n\rfloor } rappresenta la funzione Floor di n.
Inoltre l'onda triangolare può essere data dal valore assoluto di un'onda a dente di sega:
{\displaystyle x(t)=\left|2\left({t \over a}-\left\lfloor {t \over a}+{1 \over 2}\right\rfloor \right)\right|}
L'onda triangolare può anche essere espressa come l'integrale dell'onda quadra:
{\displaystyle \int \operatorname {sgn}(\sin(x))\,dx}

## Valore rms di un'onda triangolare alternata
In teoria dei segnali, il valore rms (root mean square o valore efficace) di un'onda triangolare alternata vale {\displaystyle V_{rms}={\frac {V_{0}}{\sqrt {3}}}}.
Si ponga infatti {\displaystyle V(t)=0} per {\displaystyle t=0} (forma d'onda passante per l'origine). Dato che il grafico di {\displaystyle V^{2}(t)} è ancora periodico e sempre positivo, e in virtù della pendenza costante della curva tra 0 e {\displaystyle T/4} , possiamo asserire
{\displaystyle V_{rms}={\sqrt {{\frac {1}{T}}\cdot \int _{-T/2}^{+T/2}V^{2}(t)dt}}={\sqrt {4\cdot {\frac {1}{T}}\cdot \int _{0}^{+T/4}\left({\frac {V_{0}\cdot t}{T/4}}\right)^{2}dt}}={\sqrt {{\frac {64V_{0}^{2}}{T^{3}}}\cdot \left[{\frac {t^{3}}{3}}\right]_{0}^{T/4}}}={\sqrt {{\frac {64V_{0}^{2}}{T^{3}}}\cdot {\frac {T^{3}}{3\cdot 64}}}}={\frac {V_{0}}{\sqrt {3}}}}.

## Generatore di onde triangolari
Un classico esempio di generatore di onde triangolari è un multivibratore astabile messo in serie con un integratore analogico, proprio per la suddetta caratteristica dell'onda triangolare, integrale dell'onda quadra.

## Voci correlate

Onde sinusoidali, quadre, triangolari, e a dente di sega.